# Mamadou Ndoye Douts
Ndoye Douts Mamadou (Dakar, 1973) è un artista senegalese, che vive e lavora a Dakar.

## Biografia
Mamadou Ndoye detto Douts si diploma alla Scuola d'arte di Dakar nel 1999.

## Opere
L'attenzione di Mamadou Ndoye Douts è rivolta alla città e in particolare al quartiere popolare della Médina. Attraverso le sue tele ed i suoi video d'animazione, Ndoye Douts racconta Dakar, ma anche i problemi e la ricchezza di tutte le città del mondo. La bellezza e la vivacità del ritmo urbano dell'Africa è accarezzato con colori vivaci e con la dolcezza delle sfumature. La miseria appare come un sottofondo, la nota stridente che costringe gli abitanti a trovare sempre nuove soluzioni e a convivere con i drammi della povertà.
Nel video d'animazione Train Train Médina (7 minuti) Ndoye Doutss fa brulicare la sua città con sabbia, cartone, vernice e stoffa. In pochi secondi il suo quartiere sorge: le case nascono e decadono rapidamente, gli abitanti invadono le strade, i montoni conquistano il loro angolo. Arriva poi l'elettricità, le televisioni con le loro lunghe antenne, e il sentiero – che prima serviva per stendere i panni – si trasforma in una strada invasa da macchine, autobus e gas di scarico. Si può forse ancora giocare a calcio la domenica mattina, ma il destino del quartiere sembra essere di crollare sotto il peso del caos.